# Skapiec.pl
Skąpiec.pl – serwis internetowy założony w 2004 r., z siedzibą we Wrocławiu, umożliwiający porównywanie cen produktów. W 2018 r. serwis został włączony do Ringier Axel Springer Polska.

## Historia
Pomysłodawcami i założycielami Skąpiec.pl są bracia Mariusz i Tomasz Janiszewscy. Serwis powstał 13 października 2004 r. jako jedna z pierwszych porównywarek cen w Polsce. Początkowo strona umożliwiała porównywanie cen produktów. W 2007 r. serwis nawiązał współpracę z Opineo.pl, przez co stał się również bazą opinii o sklepach i produktach. Gwałtowny rozwój firmy nastąpił w 2014 r., gdy Onet.pl, będący wówczas częścią Ringier Axel Springer Media AG, odkupił 80% udziałów w firmach Skąpiec.pl i Opineo.pl. We wrześniu 2018 r. siedem spółek Onet-RAS Polska połączono w jeden podmiot prawny – Ringier Axel Springer Polska Sp. z o.o. 1 października 2018 Spółka Skąpiec.pl została włączona w struktury Grupy RASP. W 2019 roku w Grupie RASP utworzono nowy segment E-commerce Ecosystem, w którego skład wchodzą: Skąpiec.pl. Opineo.pl, Moneteasy.pl, Lamoda oraz Content Commerce. Dyrektorem Zarządzającym Segmentem E-commerce Ecosystem w Ringier Axel Springer Polska od maja 2019 roku do czerwca 2021 roku był Mateusz Łukianiuk, a od lipca 2021 roku dyrektorką jest Mariola Kucharska.

## Działalność
Skąpiec.pl startował z bazą 30 sklepów i 3 tys. produktów. Po 5 latach działalności w serwisie znajdowało się już 1500 sklepów oraz 3 mln ofert. W 2009 r. na skutek powiększania zasobów i funkcjonalności serwis zmienił layout strony oraz wprowadził nowe logo. Obecnie Skąpiec.pl to 6 mln produktów zintegrowanych z ponad 13 tysiącami e-sklepów, co sprawia, że serwis jest drugą co do wielkości porównywarką cen w Polsce. Na początku 2019 r. Ringier Axel Springer Polska uruchomił platformę Moneteasy, która łączy porównywarkę Skąpiec.pl z działaniami content commerce, reklamą kontekstową oraz opiniami z serwisu Opineo. Rekordowy dla Skąpca okazał się początek 2020 r., co miało związek z początkiem pandemii koronawirusa i rosnącą popularnością e-commerce. W kwietniu 2020 r. Skąpiec.pl odwiedziło 3,25 mln realnych użytkowników w porównaniu z 2,37 mln RU w tym samym czasie 2019 r., co stanowi 37-procentowy wzrost rok do roku. W 2020 r. Skąpiec.pl jako pierwsza porównywarka cen w Polsce nawiązał współpracę z InPost. Dzięki temu przy ofertach znajdują się informacje, które sklepy oferują dostawę do paczkomatów InPost.